# Gaje Wielkie (przystanek kolejowy)
Gaje Wielkie (ukr. Гаї Великі, ros. Гаи Великие) – przystanek kolejowy w miejscowości Gaje Wielkie, w rejonie tarnopolskim, w obwodzie tarnopolskim, na Ukrainie.
Przystanek istniał w II Rzeczypospolitej.